# Elígio de Noyon
Elói ou Elígio (588 — 1 de dezembro de 660), de origem familiar Galo-Romana nobre, foi artesão em Limoges onde trabalhou como aprendiz do superintendente mestre de cunhagem de moedas reais.